# 신은정 (영화 감독)
신은정(1972년 ~ 2012년 11월 2일)은 대한민국의 영화 감독이다. 전라남도 광주에서 태어났고, 전남대학교에서 심리학을 전공했다.
신은정은 대학 졸업 후 KBC(광주방송), KBS광주총국 등에서 10여 년 동안 방송작가로서 활동하며 영상 제작을 익혔고, 광주인권영화제 기획자(프로그래머)로 활동하였다. 2010년에는 광주민주화운동의 현재적 계승을 주제로 한 《광주항쟁의 유산》을 제작하였고, 2011년에는 《VERITAS(베리타스) : 하버드 그들만의 진실>(부제 : 하버드의 역사와 전 세계적 영향력에 대한 비평적 분석)을 제작해 사회적 파장을 일으켰다. 세계 최초로 하버드대학의 어두운 역사를 비평적 시각으로 드러낸 다큐멘터리 《VERITAS(베리타스) : 하버드 그들만의 진실》은 뉴욕국제독립영화제(NYIFF)에서 다큐멘터리 부문 감독상을 수상했다.
2012년 6월에 다큐멘터리에 담지 못한 자료와 인터뷰 등을 모아 《하버드, 그들만의 진실 : 하버드는 세계를 어떻게 지배해 왔는가》를 출간하고 수 차례 북콘서트를 가졌다. 《하버드, 그들만의 진실 : 하버드는 세계를 어떻게 지배해 왔는가》 영어판 출간을 위해 영어 번역 작업을 하던 와중에 사망하였다.
2004년 미국의 정치학자 조지 카치아피카스와 결혼하였다.

## 저서
- 《하버드, 그들만의 진실》. 시대의창. 2012년. ISBN 9788959402380